# Dichotomius pauloensis
Dichotomius pauloensis là một loài bọ cánh cứng trong họ Bọ hung (Scarabaeidae).